# Борго Фагарац (Тревизо)
Борго Фагарац је насеље у Италији у округу Тревизо, региону Венето.
Према процени из 2011. у насељу је живело 72 становника. Насеље се налази на надморској висини од 39 м.